# Credito Trevigiano Banca di Credito Cooperativo
Credito Trevigiano Banca di Credito Cooperativo era una banca di credito cooperativo con sede a Fanzolo di Vedelago operativa in tutta la provincia di Treviso, facente parte della Federazione Veneta BCC.
Credito Trevigiano - Banca di Credito Cooperativo aderisce al Fondo Nazionale di Garanzia, al Fondo di Garanzia dei Depositanti del Credito Cooperativo e al Fondo di Garanzia degli Obbligazionisti.
L'istituto di credito era aderente al Gruppo Bancario Cooperativo ICCREA.

## Storia
Credito Trevigiano - Banca di Credito Cooperativo è nato nel 1995 dalla fusione della Cassa Rurale ed Artigiana di Vedelago (fondata il 17 gennaio 1901) e Cassa Rurale ed Artigiana di Caerano (fondata l'8 maggio 1896).
Il 26 ottobre 2020 è iniziata la storia di Banca delle Terre Venete, nata dalla fusione tra Credito Trevigiano e Cassa Rurale ed Artigiana di Brendola.